# Ocotea iridescens
Ocotea iridescens är en lagerväxtart som beskrevs av Lorea-hernandez & van der Werff. Ocotea iridescens ingår i släktet Ocotea och familjen lagerväxter. Inga underarter finns listade i Catalogue of Life.